# 神奈川大学体育会バスケットボール部
神奈川大学体育会バスケットボール部（かながわだいがくたいいいくかいバスケットボールぶ）は、神奈川大学体育会に所属する男子バスケットボールチーム。関東大学バスケットボール連盟所属。愛称はJay's。神奈川学生バスケットボール連盟主催春季・秋季大会（Kリーグ）、関東大学バスケットボール連盟1部リーグまたは2部リーグで戦う。

## 歴史
- 創部
- 2016年：2部リーグ昇格
- 2017年：2部リーグ準優勝(1部リーグ昇格決定）
- 2018年：1部リーグ予定

## 主な成績
- 神奈川学生バスケットボール連盟主催春季・秋季大会（Kリーグ）
- 関東大学バスケットボールリーグ
- 「関東総合バスケットボール選手権大会（オールジャパン予選）」　2016年優勝
- 「天皇杯 全日本総合バスケットボール選手権大会（オールジャパン）」　2017年1月3日（第92回）出場
- 全日本大学バスケットボール選手権大会（インカレ）　　2017年（第69回）出場(12年ぶり3回目)

## 特徴
- 2017年度のインカレでは神奈川大学はベスト8入りした大学の中で唯一平均身長が180cmに満たないチームで、留学生もいない、全国での経験もない選手が多いチームであったが、神大のスモールバスケットがインカレを席捲した[2]。

## 著名な卒業生
- 五十嵐貴志 - （プロバスケットボール選手）
- 福田幹也 - （プロバスケットボール選手）